# Piat (Cagayan)
Piat è una municipalità di quarta classe delle Filippine, situata nella Provincia di Cagayan, nella Regione della Valle di Cagayan.
Piat è formata da 18 baranggay:
- Apayao
- Aquib
- Baung
- Calaoagan
- Catarauan
- Dugayung
- Gumarueng
- Macapil
- Maguilling
- Minanga
- Poblacion I
- Poblacion II
- Santa Barbara
- Santo Domingo
- Sicatna
- Villa Rey (San Gaspar)
- Villa Reyno
- Warat